# Cherax cainii
Cherax cainii е вид десетоного от семейство Parastacidae. Видът не е застрашен от изчезване.

## Разпространение и местообитание
Разпространен е в Австралия (Виктория, Западна Австралия, Куинсланд, Нов Южен Уелс и Южна Австралия). Внесен е в Зимбабве, Китай, Нова Зеландия, САЩ, Чили, Южна Африка и Япония.
Обитава крайбрежията и пясъчните дъна на сладководни басейни и реки.